# Рейнольдс-Моретон, Томас, 1-й граф Дюси
Томас Рейнольдс-Моретон, 1-й граф Дюси (англ. Thomas Reynolds-Moreton, 1st Earl of Ducie; 31 августа 1776 — 22 июня 1840) — британский пэр.

## Биография
Родился 31 августа 1776 года. Сын Фрэнсиса Рейнольдса-Моретона, 3-го барона Дюси (1739—1808), и его жены, Мэри Провис (? — 1789) . Он получил образование в Итонском колледже и Эксетерском колледже Оксфорда.
Он унаследовал титул 4-го барона Дюси из Тортворта 20 августа 1808 года.
4 апреля 1809 года он был назначен подполковником-комендантом местного ополчения Королевского Западного Глостершира в Бристоле.
Он был избран членом Королевского общества в 1814 годд. 28 января 1837 года он стал 1-м графом Дюси.
6 декабря 1797 года лорд Дюси женился на леди Фрэнсис Герберт (1782 — 22 августа 1830), дочери Генри Герберта, 1-го графа Карнарвона (1741—1811), и леди Элизабет Алисии Мэри Виндхэм (1752—1826). У них было три сына и пять дочерей, которые дожили до совершеннолетия:
- Леди Мэри Элизабет Китти Моретон (? — 16 декабря 1842), в 1822 году вышла замуж за Уильяма Филдинга, 7-го графа Денби. У них было пять сыновей и шесть дочерей.
- Леди Эмили Рейнольдс-Моретон, вышла замуж за адмирала сэра Джеймса Уитли Динса Дандаса, сына доктора Джеймса Динса.
- Генри Джордж Фрэнсис Рейнольдс-Моретон, 2-й граф Дюси (8 мая 1802 — 2 июня 1853), старший сын и преемник отца.
- Достопочтенный Огастес Генри Моретон Макдональд (24 июня 1804 — 14 февраля 1862), в 1837 году женился на Мэри Джейн Макдональд Локхарт, дочери сэра Чарльза Макдональда Локхарта, 2-го баронета. У них было два сына и пять дочерей.
- Леди Джулия Фрэнсис Рейнольдс-Моретон (ок. 1806-25 июня 1869)[6], в 1824 году вышла замуж за Джеймса Лэнгстона. У них было два сына и две дочери.
- Леди Шарлотта Рейнольдс-Моретон (27 декабря 1806 — 2 июля 1881)[6] , в 1834 году вышла замуж за Мориса Беркли, 1-го барона Фицхардинга[7] . У них были сын и дочь.
- Достопочтенный Перси Рейнольдс-Моретон (18 июня 1808 — 15 марта 1886), в 1846 году женился на Джейн Фрэнсис Прайс, дочери сэра Роуза Прайса, 1-го баронета. У них было четыре сына и три дочери.
- Леди Кэтрин Рейнольдс-Моретон (1815—1892), в 1841 году вышла замуж за Джона Рэймонда Раймонда-Баркера.